# 危ない話
『危ない話』（あぶないはなし）は、1989年の日本のオムニバス映画。タイトル表記は他に『危ない話-夢幻物語-』『危ない話 夢幻物語』がある。製作発表時のタイトルは『夢幻物語／ドリームタイム・アンソロジー』だった。
監督は井筒和幸、黒沢清、高橋伴明の3人で各話30分数分。当初は高橋伴明ではなく、長谷川和彦が監督を務める予定で、短編とはいえ長谷川監督の『太陽を盗んだ男』以来の映画が観られると映画ファンは期待していた。脚本も兼ねる予定だった長谷川パートの仮タイトルは『禁煙法時代』だった。ディレクターズ・カンパニー（ディレカン）の3監督が、それぞれ、現代社会に潜む“危うさ”をテーマに作ったオムニバス。第一話「ツタンカーメン王の呪い」（井筒監督）は、ヤクザ抗争の磁場となったパブから出るに出られない酔客・竹中直人の災難、第二話「奴らは今夜もやってきた」（黒沢清監督）は、山中で異形のツインズにつけ狙われ、必死の闘いに挑むライター石橋蓮司をホラー映画のトーンで、第三話「あの日にかえりたい」（高橋監督）は整形手術した若き銀行強盗カップルを青春映画タッチで描く。

## スタッフ（全体）
- 企画：肥田光久・宮坂進
- 製作：白川隆三
- プロデューサー：大平哲夫・渡辺敦
- テーマ曲：梅林茂
- 制作協力：ディレクターズ・カンパニー

## 第一話「ツタンカーメン王の呪い」

### スタッフ
- 監督：井筒和幸
- 脚本：阪本順治
- 担当プロデューサー：荒井勝則・森重晃
- 撮影：篠田昇
- 美術：細石照美
- 音楽：藤野浩一
- 録音：沼田和夫
- 照明：水野研一
- 編集：吉岡聡
- 助監督：横山浩幸[2]

#### キャスト
- 吉田茂：竹中直人
- 総長：室田日出男
- ボーイ：佐野史郎
- タクシーの女：小川美那子
- 看護婦：鳥越マリ
- アイサ：川村万梨阿
- ヤクザA：螢雪次朗
- ヤクザB：ルパン鈴木
- マスター：山本竜二[2]

## 第二話「奴らは今夜もやってきた」

### スタッフ
- 監督：黒沢清
- 脚本：及川中
- 撮影：瓜生敏彦
- 美術：細石照美
- 照明：岩崎豊
- 助監督：佐々木浩久

#### キャスト
- 園田明彦：石橋蓮司
- 編み笠男A：嵯峨周平
- 編み笠男B：奈良建志
- 浮浪者：江幡高志
- 口笛の男：加藤賢崇
- 女子店員：洞口依子[2]

## 第三話「あの日にかえりたい」

### スタッフ
- 監督：高橋伴明
- 脚本：武井法政
- 撮影：笠松則通
- 音楽：飛田ゆき乃「東京宇宙」(EPIC・ソニー)
- 編集：小林礼子
- 照明：鈴木浩
- 録音：福田伸
- 助監督：武井法政[2]

#### キャスト
- 風間丈太郎：永島敏行
- 遠山千秋A：飛田ゆき乃
- 遠山千秋B：橘亜弥
- ラジオの声：下元史朗[2]

## 製作
CBSソニーグループの映画制作は1985年の『バロー・ギャングBC』を皮切りに、同年『ドレミファ娘の血は騒ぐ』、1987年『永遠の1/2』、1988年『1999年の夏休み』に次いで5作目で、実際の製作はソニーグループのビデオ製作部門・ソニービデオソフトウェアインターナショナル（SVI）で、本作の企画も同社の肥田光久プロデューサー。経営の苦しくなったディレカンにソニーグループが手を差しのべた形。井筒監督の第一話「ツタンカーメン王の呪い」は1987年のうちに撮影は終了しており、他の二本も1987年秋から製作を開始、 黒沢監督の第二話「奴らは今夜もやってきた」も1987年11月末クランクインと報道されており、1988年までには完成していたものと見られる。製作当時はビデオ製作会社の積極的な映画製作と話題を呼んだ。本作が公開された1989年は東映（東映ビデオ）が劇場公開しないレンタルビデオ専用の映画製作「東映Vシネマ」を立ち上げた年で、映画製作会社がビデオを作り、ビデオ製作会社が映画を作るという逆転現象が起きた。
製作費は各1500万円。

## 興行
東京はテアトル新宿一館のみの公開。『バカヤロー!2 幸せになりたい。』と同日公開された。

## 作品の評価
『シティロード』は「完成が待ちに待たれていた、ディレカン製作の噂のファンタスティック・オムニバスがやっと登場だ…一話30数分なのに一話一話が妙に長く感じられる。中身が濃すぎるからなのか、オムニバスという短編のリズムに不慣れなせいなのか。監督は皆、60分のピンク映画で鍛えた強者のはずだが…」等と評している。